# Сад насолод

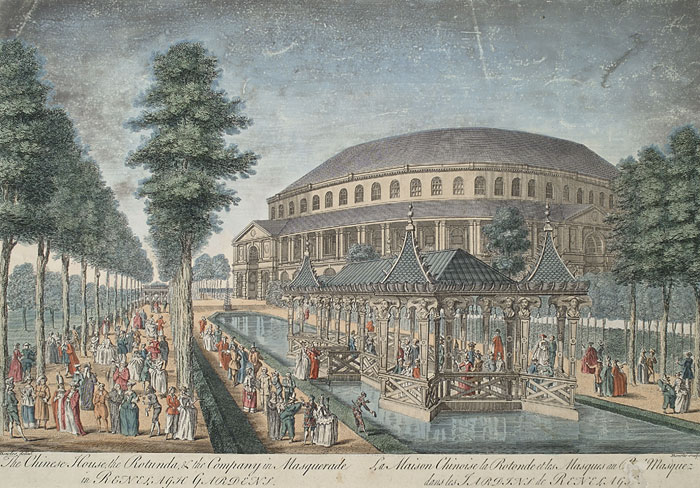
Принт 18-го сторіччя, який показує екстер'єр ротонди в Райнле-Гарденз та частину території.

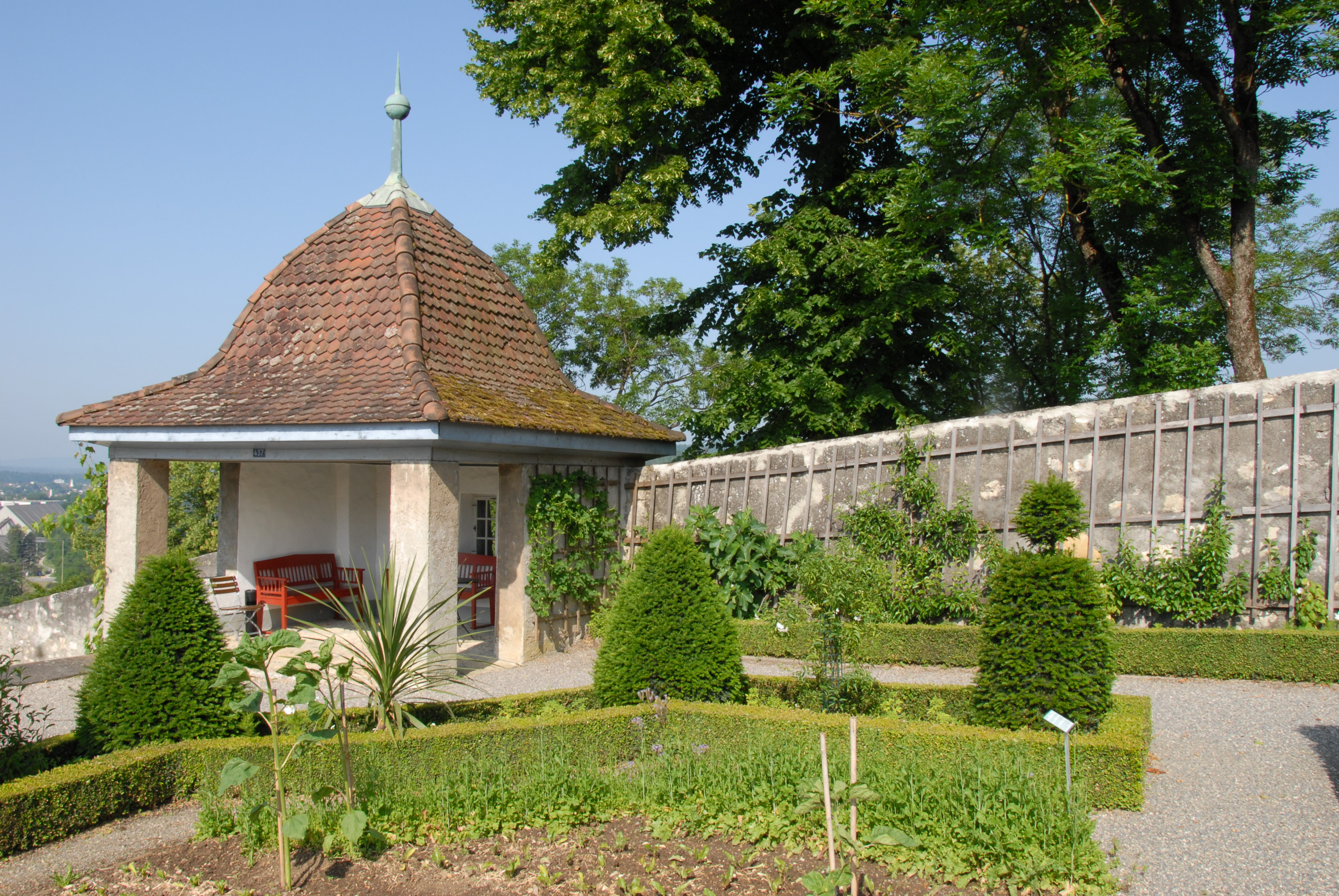
Садовий будинок в люстгартені замка Вільдек (Schloss Wildegg), Ааргау

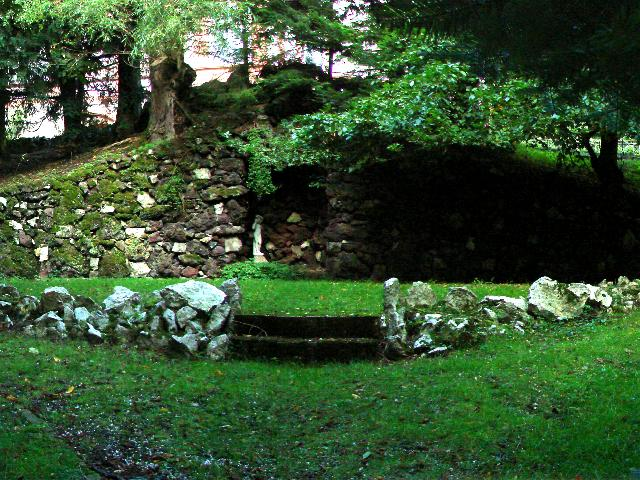
Парк вілли Хаас

Сад насолод або люстгартен — це сад, як правило відкритий для дозвілля широкої публіки. Відрізняються від інших публічних парків та садів тим, що використовуються як майданчики для розваг, оскільки в них розташовані (та/або) концерт-холи, естради для оркестрів, атракціони, зоопарки, звіринці.

## Історія
Публічні сади насолод існували багато сторіч. В Стародавньому Римі, Сади Саллюстія (Horti Sallustiani) з ландшафтним дизайном були створені як приватний сад історика Гая Саллюстія. Сад придбав римський імператор Тиберій для громадського використання. Сади були відкриті для публіки декілька сторіч та містили багато павільйонів, храм Венери та скульптури.
Сади набули особливої популярності в Лондоні 18-го та 19-го сторіч, коли в ньому існували такі сади як Креморн-Гарденз, Куперз-Гарденз, Мерілебон-Гарденз, Райнле-Гарденз, Ройял-Саррі-Гарденз та Воксхолл-Гарденз. Багато з них мали концерт-холи або влаштовували так звані «променадні концерти», під час яких оркестр грав музику для танців (було відомо 38 садів, які давали концерти), розваги включали також феєрверки та акробатичні номери; в садах виступали відомі на той час музиканти. Наприклад, відомо, що в Райнле-Гарденз (англ. Ranelagh Gardens, існували в 1742–1803 рр.) виступали Вольфганг Амадей Моцарт (ще дитиною в 1764 році) та Йозеф Гайдн.
Інші менш обговорювані сади містили галантерейні магазини та гареми. Менші за розміром сади насолод мали назву «чайний сад», оскільки їх відвідувачі могли на його території чаювати та прогулюватися.
Згідно з поняттями англійської спільноти 18-го сторіччя, сад насолод був шостою частиною «ідеального саду», який також включав город, плодовий сад, парк, оранжерею або теплицю, та звіринець.
Розважальні парки, наприклад як Тіволі в Копенгагені можна вважати сучасними варіантами Садів насолод.

## Відомі сади насолод
Крім зазначених вище лондонських садів насолод, які не збереглися, та територія яких була переважно забудована, серед історичних садів насолод, які існують у вигляді парків на початок XXI сторіччя:
- в Німеччині:
  - Люстгартен в Берліні,
  - Люстгартен в Штайнфурті,
  - Люстгартен в Детмольді,
  - Штюкгартен в Гайдельберзькому замку, Гайдельберг
  - старий ботанічний сад Марбурзького університету,
  - Люстгартен в Англійському саді, Мюнхен,
  - Люстгартен в Потсдамі,
  - частина в Палацового парку в Штутгарті,
  - Люстгартен в Верніґероде,

- в Чехії:
  - Ахніков в районі Хомутов